# Via Recta
Via Recta (”raka gatan”) var en antik gata i Rom som ledde från Via Lata till Pons Neronianus och som delvis motsvaras av dagens Via dei Coronari. 
Längs Via Recta låg flera betydande byggnadsverk:
- Domitianus stadion
- Neros termer
- Excubitorium för Vigiles I
- Insula Felicles

## Karta
| Plan över centrala Campus Martius |
| --- |
| Neros termer Domitianus stadion Pantheon Neptunus basilika Agrippas termer Stagnum Agrippae Domitianus odeon Saepta Iulia Diribitorium Divorum Aqua Virgo Claudius triumfbåge Porticus Vipsania Vigiles I Iseum Minerva Chalcidicas tempel Mars altare Via Flaminia Via Flaminia Hadrianustemplet Matidias tempel Pompejusteatern Templen på Largo di Torre Argentina Porticus Minucia Marcus Aurelius- kolonnen Marcus Aurelius tempel Marcus Aurelius triumfbåge Antoninus Pius-kolonnen Via Recta Bonus Eventus portik Pompejus portik Arcus Novus Meleagros portik Porticus Argonautarum Piazza della Rotonda Villa Publica |